# 6-я гвардейская мотострелковая дивизия

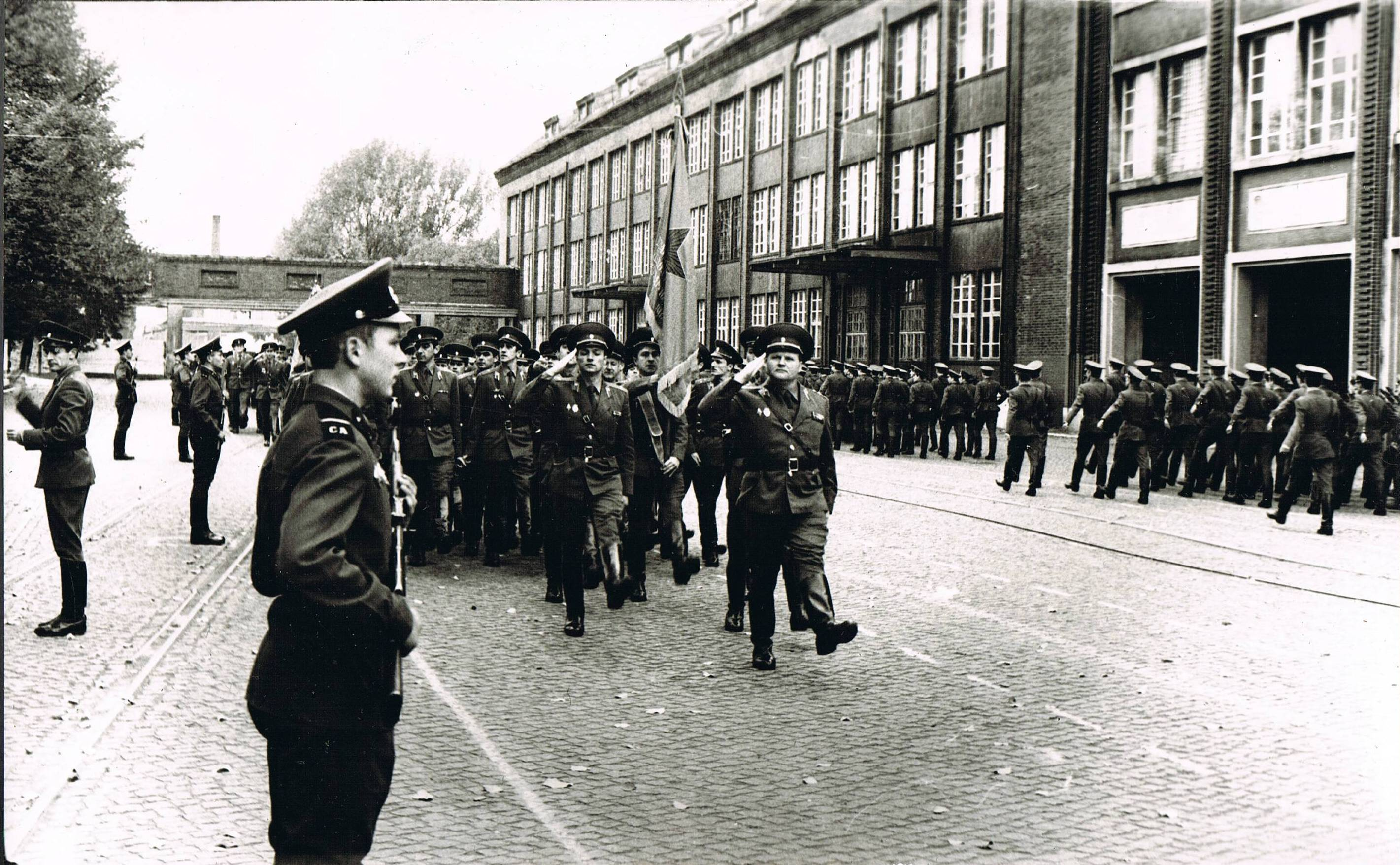
6-я гв. мсд. Под Боевым Знаменем командир дивизии гвардии полковник Дорофеев А. А. и гв. подполковник Кулаков В. Ф.. 1985 Бернау.

6-я гвардейская мотострелковая Львовская ордена Ленина, Краснознамённая, ордена Суворова дивизия (сокр. 6 мсд, после 1985 г. — 90 тд) — тактическое соединение (мотострелковая дивизия) Сухопутных войск СССР, существовавшее с 1945 по 1997 год.
Дислоцировалась в ГДР в составе Группы советских войск в Германии, в 1968 году приняла участие в Операции «Дунай».
В 1985 году была преобразована в 90-ю гвардейскую танковую дивизию.
Пункт постоянной дислокации находился в г. Бернау (ГДР). После вывода войск из Германии, дивизия передислоцирована в Приволжский военный округ, с пунктом постоянной дислокации в пгт. Рощинский (Черноречье), Самарская область.

## История
Директивой Главнокомандующего Сухопутных войск № ОШ/1/243652 от 12 марта 1957 года 6-я гвардейская механизированная дивизия была переформирована и получила наименование 6-я гвардейская мотострелковая Львовская ордена Ленина, Краснознамённая, ордена Суворова дивизия. Дивизия дислоцировалась в Бернау.
13 августа 1961 года в город Берлин был введён 81-й гвардейский мотострелковый Петроковский дважды Краснознамённый, орденов Суворова, Кутузова и Богдана Хмельницкого полк дивизии для оказания помощи Правительству ГДР по возведению Берлинской стены между Западным и Восточным Берлином. Дислоцировался полк в пригороде Берлина — Карлсхорст и тесно взаимодействовал с отдельными комендантскими батальонами охраны и центральным (берлинским) пограничным округом ГДР. 24 января 1962 года, 81-й гвардейский мотострелковый полк, из Берлина вернулся в Эберсвальде.
20 августа 1962 года в Берлине на базе 133-го (пп 75242), 154-го (пп 51439) и 178-го (пп 83398) отдельных комендантских батальонов охраны, и других частей дивизии была сформирована 6-я отдельная мотострелковая бригада в составе 20-й гвардейской общевойсковой армии ГСВГ.
В 1962 году в составе дивизии был сформирован 10-й отдельный танковый батальон c пунктом дислокации Фюрстенвальде. В 1964 году батальон был передислоцирован в Берлин.

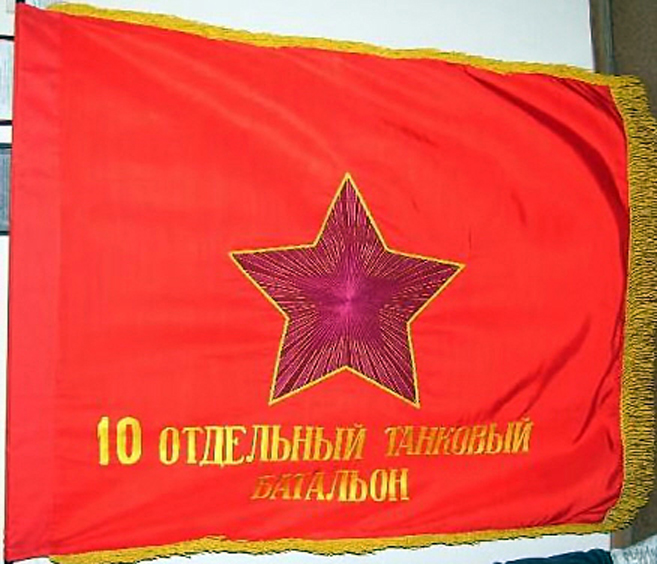
Боевое Знамя10-го отдельного танкового батальона

### Операция «Дунай»
В период с 13 мая по 5 сентября 1968 года дивизия участвовала в операции «Дунай» и выполняла правительственное задание по ликвидации контрреволюции в ЧССР. На период операции «Дунай» дивизии был придан 52-й гвардейский танковый полк 6-й гвардейской танковой дивизии 1-й Гв. ТА, так как 68-й гвардейский танковый полк дислоцировался в г. Берлине по периметру Берлинской стены.
20 августа 1968 года дивизия получила задачу на переход государственной границы ГДР с ЧССР. 21 августа 1968 года к 6 часам утра 81-й гвардейский мотострелковый полк вышел к восточной окраине Праги, где его подразделения блокировали соответствующие объекты.
Приказом Министра обороны СССР № 242 от 17 октября 1968 года за образцовое выполнение задания командования и интернационального долга по оказанию помощи трудящимся Чехословакии в борьбе с контрреволюционными элементами и проявленные при этом отвагу и мужество всему личному составу дивизии, участникам операции «Дунай» объявлена благодарность.
В июле 1983 года дивизию посетил прославленный советский полководец, бывший командующий 4-й гвардейской танковой армии дважды Герой Советского Союза, генерал армии Лелюшенко Д. Д. Инспектор-советник группы Генеральных инспекторов Министерства обороны СССР генерал армии Лелюшенко Д. Д. дал высокую оценку гвардейцам дивизии.

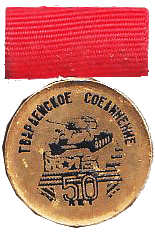
Памятный знак выпущенный, к 50-летию создания дивизии в 1989 году в ГСВГ

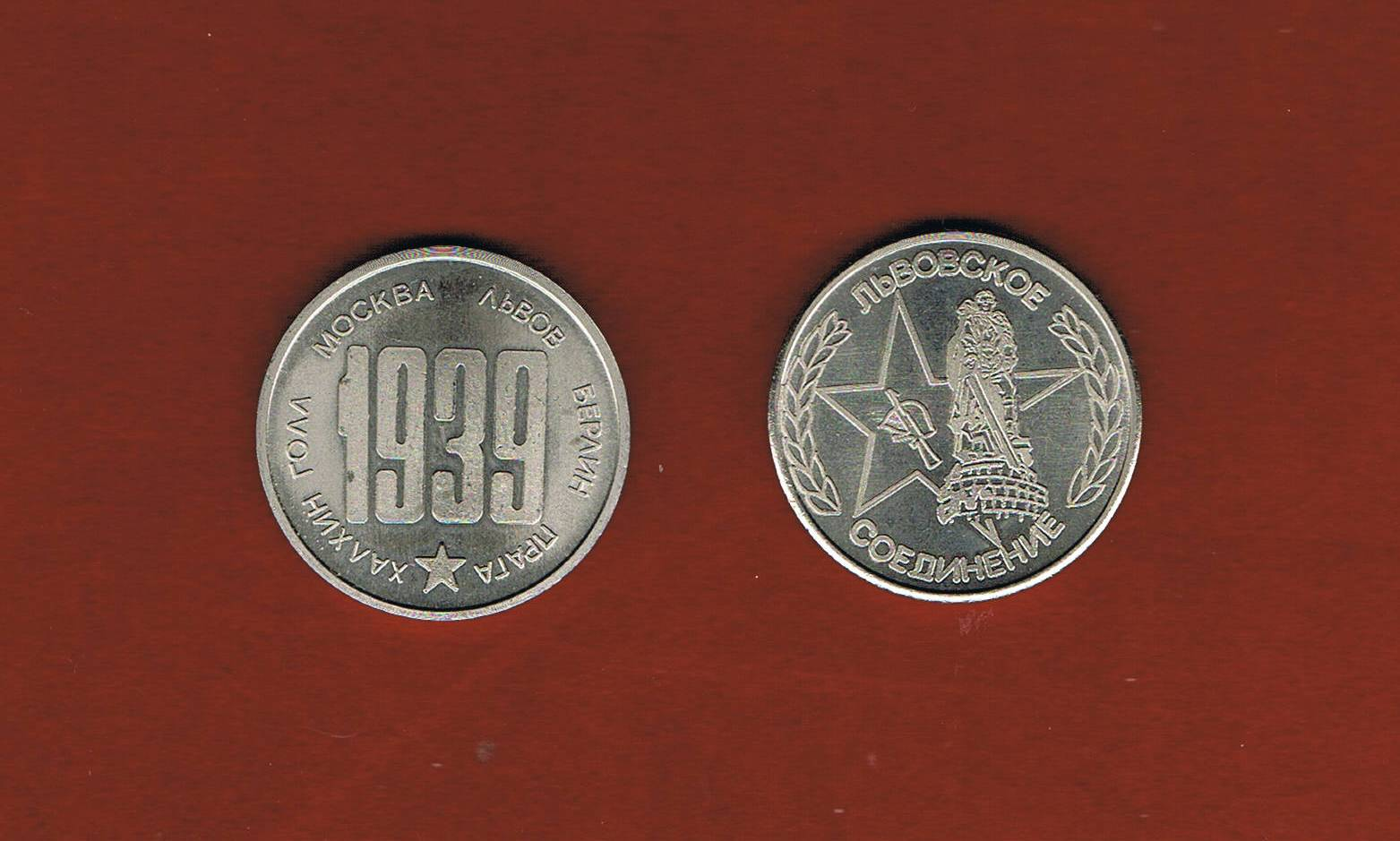
Памятная медаль. «Львовское соединение 1939». 6-я гв. МСД. Бернау ГСВГ 1984.

### После 1985 года
В 1985 году, в соответствии с директивами Министра обороны СССР № 314/1/00900 от 4 декабря 1984 года и Генерального штаба ВС СССР № 314/3/0224 от 8 февраля 1985 года дивизия была переформирована в 90-ю гвардейскую танковую Львовскую ордена Ленина Краснознамённую ордена Суворова дивизию (формирования 1985 года)..
81-й мотострелковый полк дивизии принимал участие в штурме Грозного зимой 1994—1995 гг. в составе группировки «Север». Полк понёс наибольшие потери в ходе новогоднего штурма вместе с 131-й омсбр. Во время штурма полк попал в окружение, затем выходил с боями. В январе 1995 участвовал в дальнейших боях, включая бой за президентский дворец.
В апреле 1991 года 90-я гвардейская танковая дивизия была выведена в Самарскую область (Приволжский военный округ), где в 1997 г. переформирована в 5968-ю базу хранения вооружения и техники (5968 бхвт). При этом из состава 90-й гвардейской танковой дивизии выводится 81-й гвардейский мотострелковый полк, который передаётся в состав 27-й гвардейской мотострелковой дивизии.
Из состава 27-й гвардейской мотострелковой дивизии в состав формируемой 5968 бхвт (бывшей 90-й гвардейской танковой дивизии) передаётся 589-й гвардейский мотострелковый полк, который переформировывается в один из отделов 5968-й базы хранения. В 2005 году 5968 бхвт была расформирована.

## Награды и наименования
- «Гвардейская». Приказом НКО СССР № 78 от 7 марта 1942 года за проявленную отвагу в боях с немецкими захватчиками, стойкость, мужество, дисциплинированность и героизм личного состава 82-я мотострелковая дивизия преобразована в 3-ю гвардейскую мотострелковую дивизию
- Почётное наименование «Львовская». Приказом Верховного Главнокомандующего № 0256 от 10 августа 1944 года, 6-му гвардейскому механизированному Краснознамённому корпусу за овладение городом Львов, присвоено наименование «Львовский»
- За отличие в боевых действиях по завершению окружения берлинской группировки противника и овладение городами Кецин и Марквардт корпус был награждён орденом Ленина (28 мая 1945 года).
- Награждена орденом Красного Знамени. За успешные бои в 1943 году.
- За образцовое выполнение заданий командования в Верхне-Силезской наступательной операции корпус был награждён орденом Суворова II-й степени (26 апреля 1945 года).

## Состав
- Управление дивизии
- 16-й гвардейский мотострелковый Львовский ордена Ленина Краснознамённый, орденов Суворова, Кутузова и Богдана Хмельницкого полк (в/ч п/п 60524) Бад-Фрайенвальде (командир подполковник Дворников В. В., Кулаков В. Ф., Грудцын.);
- 81-й гвардейский мотострелковый Петракувский дважды Краснознамённый, орденов Суворова, Кутузова и Богдана Хмельницкого полк (в/ч п/п 58467) Эберсвальде (командир подполковник Степанов);
- 82-й гвардейский мотострелковый Каменец-Подольский Краснознамённый, орденов Суворова, Кутузова и Богдана Хмельницкого полк (в/ч п/п 47545) Бернау (командир подполковник Исрафилов);
- 68-й гвардейский танковый Житомирско-Берлинский Краснознамённый, орденов Суворова, Кутузова, Богдана Хмельницкого и Александра Невского полк (в/ч п/п 34831) Бернау (командиры: подполковник Жеребцов В. В., Руднев, Анатолий Васильевич), Тимашёв;
- 400-й артиллерийский Трансильванский Краснознамённый, ордена Богдана Хмельницкого полк (в/ч п/п 61103) Франкфурт-на-Одере;
- 288-й гвардейский зенитный артиллерийский полк (в/ч п/п 60954) Бернау;
- 10-й отдельный танковый батальон (в/ч п/п 11943) — сформирован в 1962 году Фюрстенвальде с 1964 года Берлин;
- 30-й гвардейский отдельный разведывательный батальон (в/ч п/п 60919) Бернау;
- 465-й отдельный истребительно-противотанковый дивизион Бернау;
- 33-й гвардейский отдельный орденов Богдана Хмельницкого, Александра Невского и Красной Звезды батальон связи (в/ч п/п 60891) Бернау;
- 686-й отдельный автомобильный батальон (в/ч п/п 61087);
- 52-й отдельный реактивный дивизион (в/ч п/п 63759);
- 122-й гвардейский отдельный инженерно-саперный батальон (в/ч п/п 58494) Фюрстенвальде;
- 32-й отдельный ремонтно-восстановительный батальон (в/ч п/п 57934) Бернау;
- 26-й отдельный медико-санитарный батальон (в/ч п/п 61047) Бернау
- другие отдельные подразделения

- Управление (Бернау)
- 6-й гвардейский танковый Львовский ордена Ленина Краснознамённый орденов Суворова, Кутузова и Богдана Хмельницкого полк (Бад-Фрайенвальде):

93 Т-80, 58 БМП (24 БМП-2, 30 БМП-1, 4 БРМ-1К), 2 БТР-60, 18 2С1, 6 БМП-1КШ, 2 ПРП-3/4, 3 РХМ, 1 Р-145БМ, 3 ПУ-12, 2 МТ-55А;
- 68-й гвардейский танковый Житомирско-Берлинский Краснознамённый орденов Суворова, Кутузова, Богдана Хмельницкого и Александра Невского полк (Бернау):

94 Т-80, 59 БМП (23 БМП-2, 32 БМП-1, 4 БРМ-1К), 11 БТР-60, 18 2С1, 6 БМП-1КШ, 2 ПРП-3/4, 3 РХМ, 1 Р-145БМ, 3 ПУ-12, 2 МТ-55А;
- 81-й гвардейский мотострелковый Петракувский дважды Краснознамённый орденов Суворова, Кутузова и Богдана Хмельницкого полк (Эберсвальде):

31 Т-80, 145 БМП (58 БМП-2, 81 БМП-1, 6 БРМ-1К), 15 БТР (2 БТР-70, 13 БТР-60), 18 2С1, 18 2С12, 9 БМП-1КШ, 3 ПРП-3/4, 3 РХМ, 1 Р-145БМ, 4 ПУ-12, 2 МТ-55А, 7 МТ-ЛБТ;
- 803-й гвардейский мотострелковый Вапнярско-Берлинский Краснознамённый, орденов Суворова и Богдана Хмельницкого полк[~ 1] (Фогельзанг):

31 Т-80, 142 БМП (46 БМП-2, 90 БМП-1, 6 БРМ-1К), 18 2С1, 18 2С12, 9 БМП-1КШ, 3 ПРП-3/4, 3 РХМ, 4 ПУ-12, 2 МТ-55А, 7 МТ-ЛБТ;
- 400-й самоходный артиллерийский Трансильванский Краснознамённый ордена Богдана Хмельницкого полк (Бернау):

54 2С3, 18 Град, 5 ПРП-3/4, 3 1В18, 1 1В19, 1 Р-145БМ, 1 Р-156БТР;
- 288-й гвардейский зенитный ракетный полк (Бернау): кроме ЗРК 1 Р-145БМ, 1 Р-156БТР, 6 ПУ-12;
- 30-й отдельный батальон разведки и РЭБ (Бернау): 23 БМП (16 БМП-2, 6 БРМ-1К), 1 БМП-1КШ, 1 Р-145БМ, 1 Р-156БТР;
- 33-й отдельный батальон связи (Бернау): 10 Р-145БМ, 1 Р-2АМ;
- 122-й отдельный инженерно-сапёрный батальон (Олимпишес Дорф): 1 ИРМ, 2 УР-67
- 120-й отдельный батальон химзащиты:
- 1122-й отдельный батальон материального обеспечения
- 32-й отдельный ремонтно-восстановительный батальон
- 26-й отдельный медицинский батальон
- Всего на 19.10.1990 90-я гв. тд располагала: 249 танков Т-80, 427 БМП (147 БМП-2, 233 БМП-1, 27 БРМ-1К), 28 БТР (2 БТР-70, 26 БТР-60), 126 САУ (72 2С1, 54 2С3), 36 миномётов 2С12, 18 РСЗО 9К51[5].

## Командование
- гвардии генерал-майор танковых войск Пушкарёв, Сергей Филиппович (24.06.1946 — 31.08.1948)

Командиры
- гвардии полковник Новиков, Евграф Андреевич (31.08.1948 — 24.02.1950)
- гвардии полковник Михайлов, Роман Евдокимович (24.02.1950 — 5.05.1953)
- гвардии полковник, с 31.05.1954 гвардии генерал-майор танковых войск Удовиченко, Кирилл Степанович (5.05.1953 — 18.05.1955)
- гвардии полковник, с 27.08.1957 гвардии генерал-майор Москвин, Константин Родионович ((18.05.1955 — 10.08.1960)
- гвардии полковник, с 27.04.1962 гвардии генерал-майор Бачило, Василий Яковлевич[англ.] (10.08.1960 — 3.04.1963)
- гвардии полковник, с 16.06.1965 гвардии генерал-майор Писарев, Георгий Иванович[6] (3.04.1963 — 5.07.1967)
- Гвардии полковник, с 29.04.1970 гвардии генерал-майор Макарцев, Василий Александрович (август 1968 — 11.12.1971)
- Гвардии полковник, с 15.12.1972 гвардии генерал-майор Фомин, Анатолий Дмитриевич (11.12.1971 — сентябрь 1974)
- Гвардии полковник, с 25.04.1975 гвардии генерал-майор Соцков, Михаил Михайлович (сентябрь 1974 — сентябрь 1975)
- Гвардии полковник Вельджанов, Илья Вельджанович (сентябрь 1975—1978)
- Гвардии полковник Мадудов, Николай Григорьевич (1979—1981) (с 1987 генерал-полковник)
- Гвардии полковник Беда (1981 — май 1983)
- Гвардии полковник Дорофеев, Александр Анатольевич[7] (9 мая 1983 — 6 июня 1985) (с 15 февраля 1989 года генерал-майор)

Начальники штаба дивизии
- 1988—1985 гв. подполковник Кулаков, Владимир Фёдорович (1948—2014)
- 1985—1987 гв. полковник Тимашов, Геннадий Александрович (1946—2012)

Заместители командира дивизии
- 1982—1984 гв. подполковник Прытков, Владимир Семёнович
- 1984—1985 гв. полковник Дюков, Борис Иванович

Начальники политотдела, заместители командира дивизии по политчасти
- 1982—1985 гв. подполковник Хронусов,

Заместители командира дивизии по вооружению
Заместители командира дивизии по тылу